# Mihai Damian
Mihai Damian (ur. 2 lutego 1990 w Braszowie) – rumuński skoczek narciarski, reprezentant kraju w latach 2004–2008, uczestnik Mistrzostw Świata w Narciarstwie Klasycznym 2007, trzykrotny uczestnik mistrzostw świata juniorów, trzykrotny złoty medalista mistrzostw Rumunii w 2007 oraz złoty i srebrny medalista mistrzostw Rumunii w 2008 roku.
W sezonie 2007/2008 czterokrotnie zdobył punkty do klasyfikacji FIS Cup, najlepsze miejsce osiągając w Notodden (24. miejsce). Siedemnastokrotnie wystąpił w zawodach zimowej edycji Pucharu Kontynentalnego oraz czterokrotnie w edycji letniej, jednak ani razu nie zdobył punktów. Najwyższe miejsce w zawodach tej rangi osiągnął w sezonie 2004/2005, zajmując 51. pozycję w Braunlage. Ani razu zawodnik nie wystąpił w Pucharze Świata.
W 2007 roku wystartował w kwalifikacjach do obu konkursów indywidualnych w ramach mistrzostw świata w narciarstwie klasycznym. Nie awansował jednak do konkursów głównych, dwukrotnie plasując się na ostatnim miejscu.

## Życie prywatne
Mihai Damian urodził się 2 lutego 1990 roku w Braszowie. Zna język rumuński i angielski. Pierwszy skok oddał w wieku siedmiu lat, w 1997 roku. Do reprezentacji Rumunii w skokach narciarskich po raz pierwszy został powołany w 2004 roku.

## Przebieg kariery

### Do sezonu 2004/2005
W sierpniu 2002 roku w Garmisch-Partenkirchen wystąpił na nieoficjalnych letnich mistrzostwach świata dzieci do lat 13. Zajął w nich dwunaste miejsce i wyprzedził tylko zdyskwalifikowanego Estończyka Sandera Reitulę. W lipcu 2004 w Velenje zadebiutował w Letnim Pucharze Kontynentalnym. Uplasował się wówczas na 57. miejscu, wyprzedzając dwóch sklasyfikowanych skoczków – Pétera Tuczaia i Dénesa Pungora. Dzień później na tej samej skoczni był 68., pokonując jedynie Pungora. W sezonie letnim 2004 uczestniczył jeszcze w dwóch konkursach PK w Ramsau i uplasował się w nich na 87. i 91. miejscu. W pierwszym konkursie pokonał Wołodymyra Boszczuka i Dénesa Pungora, a w drugim był ostatni. W sierpniu 2004 wziął udział w nieoficjalnych mistrzostwach świata dzieci do lat 15 w Garmisch-Partenkirchen. Osiągnął w nich trzynasty rezultat w gronie czternastu zawodników.
W grudniu 2004 w Harrachovie zadebiutował w zimowej edycji Pucharu Kontynentalnego, jednak został zdyskwalifikowany. Wystąpił również w dwóch konkursach w Szwajcarii (w Sankt Moritz i Engelbergu) i został w nich sklasyfikowany na 77. i 85. miejscu. W pierwszych zawodach wyprzedził Li Chengbo, Ihora Bojczuka i Illimara Pärna, a w drugich był ostatni.
W 2004 roku został brązowym medalistą mistrzostw Rumunii seniorów.

### Sezon 2005/2006
W sezonie letnim w 2005 roku wziął udział w pierwszych czterech konkursach z cyklu FIS Cup. W zawodach w Predazzo był 78. i 73., natomiast w Bischofshofen zajął 48. miejsce w pierwszym konkursie, a w drugim został zdyskwalifikowany. W pierwszych zawodach w Predazzo wyprzedził trzech zawodników – Flavio Frucha, Romana Kuriawskiego i Cipriana Ionițę, a w drugim czterech skoczków – Johnathana Sevicka, Diego Dellasegę, Kuriawskiego i Frucha. W zawodach w Bischofshofen wyprzedził natomiast jedenastu zawodników. 
W 2005 roku po raz drugi w karierze zdobył brązowy medal seniorskich mistrzostw Rumunii.
W lutym 2006 w Kranju po raz pierwszy w karierze uczestniczył w konkursie skoków o mistrzostwo świata juniorów. Został jednak zdyskwalifikowany.

### Sezon 2006/2007
W sezonie 2006/2007 siedmiokrotnie startował w zawodach FIS Cup. Pierwsze dwa konkursy cyklu rozegrano na przełomie czerwca i lipca w Bischofshofen. Damian został zdyskwalifikowany w pierwszym z nich, a w drugim zajął 34. miejsce w stawce 38 sklasyfikowanych zawodników, tym samym wyprzedzając Aleksandra Woronkowa, Markusa Eisenbichlera, Klemensa Murańkę i Stanisława Oszczepkowa. W kolejnym konkursie w Garmisch-Partenkirchen zajął 39. miejsce, wyprzedzając ośmiu zawodników. Kolejne starty Rumuna w zawodach FIS Cup miały miejsce w szwajcarskim Einsiedeln, w których zajął on 31. i 42. miejsce. W pierwszym konkursie pokonał siedmiu zawodników, a do awansu do serii finałowej i zdobycia pierwszych w karierze punktów zabrakło mu 0,5 punktu, w drugim natomiast wyprzedził tylko jednego skoczka – Niklasa Strandbråtena. W zimowej edycji cyklu wystąpił jedynie w dwóch konkursach w Zakopanem i uplasował się w nich na 55. i 62. miejscu. W pierwszych zawodach pozycję tę dzielił z Andreiem Balazsem i Mojmírem Nosáľem. Wyniki uzyskane przez tych zawodników pozwoliły na wyprzedzenie piętnastu skoczków. W drugim konkursie Mihai Damian pokonał dziewięciu zawodników – pięciu Białorusinów, dwóch Ukraińców, Czecha i Amerykanina.
W lipcu 2006 wziął udział w nieoficjalnych mistrzostwach świata dzieci do lat 17 w Garmisch-Partenkirchen. Zajął w nich dziewiąte miejsce w stawce jedenastu zawodników, pokonując Mojmíra Nosáľa i Domingo Bolanda. 
W 2006 roku zdobył trzeci w karierze brązowy medal mistrzostw Rumunii seniorów. Ponadto został dwukrotnym mistrzem Rumunii juniorów, dzięki czemu wybrano go najlepszym sportowcem klubu CS Dinamo Braszów w 2006 roku.
W marcu 2007 w Sapporo po raz jedyny w karierze wystartował na mistrzostwach świata w narciarstwie klasycznym. Zarówno na skoczni normalnej, jak i na dużej, swój start zakończył na serii kwalifikacyjnej, w której dwukrotnie uplasował się na ostatnim miejscu. Również w marcu w Planicy zaliczył drugi w karierze występ na mistrzostwach świata juniorów. W rywalizacji indywidualnej zajął 67. miejsce w stawce 75 zawodników, w tym dwóch zdyskwalifikowanych.

### Sezon 2007/2008

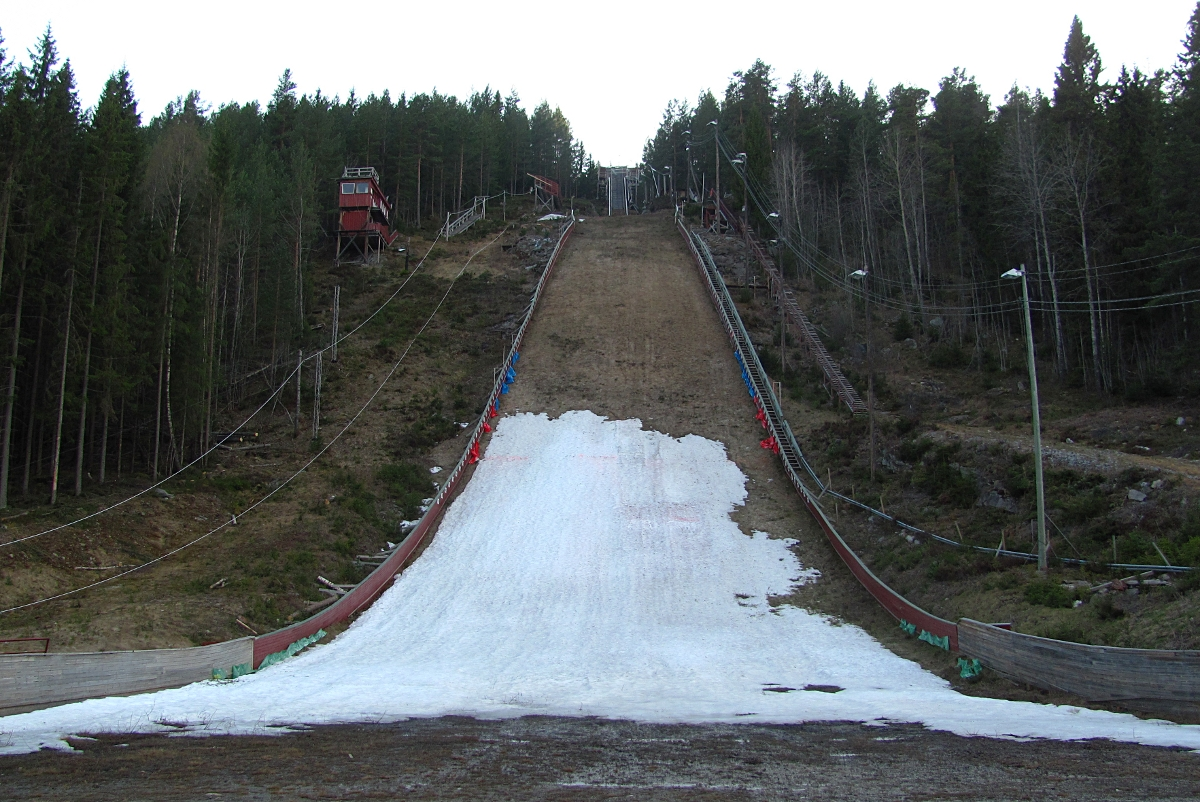
Tveitanbakken – skocznia, na której Mihai Damian zdobył pierwsze w karierze punkty cyklu FIS Cup

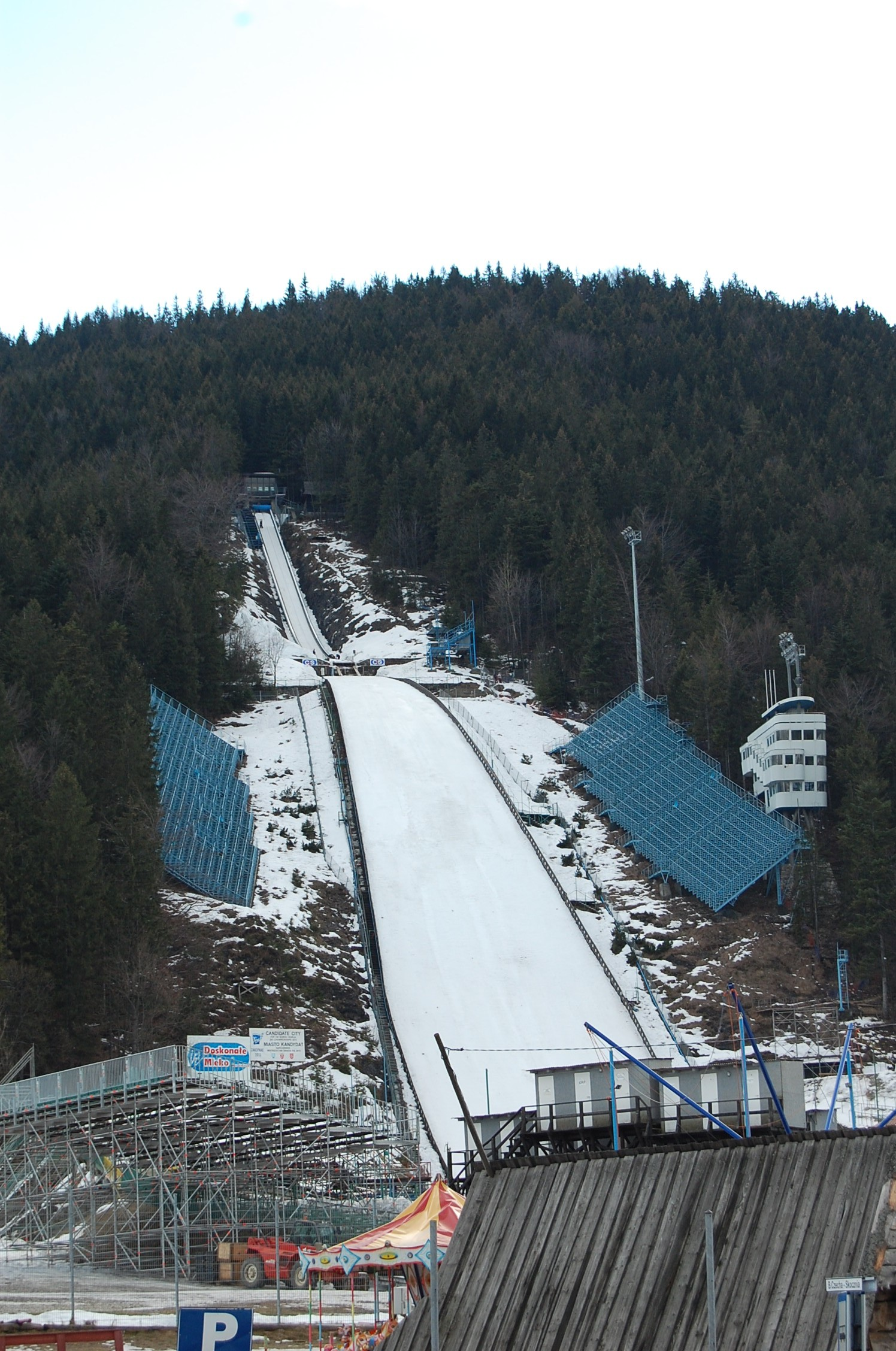
Wielka Krokiew – skocznia, na której Mihai Damian skoczył 100 m w 2008 roku

W sezonie 2007/2008 wystartował w dwunastu konkursach z cyklu FIS Cup oraz w czterech zaliczanych do klasyfikacji Pucharu Kontynentalnego. Czterokrotnie zdobył punkty FIS Cup – na Tveitanbakken w Notodden był 27. i 24., a na Erzbergschanze w Eisenerz uplasował się na 27. i 29. miejscu. Łącznie dało mu to 17 punktów i 206. miejsce w klasyfikacji generalnej. Konkursy w Notodden były jednak słabo obsadzone – w pierwszym z nich zajęte przez Damiana 27. miejsce było jednocześnie miejscem ostatnim (w drugiej serii został zdyskwalifikowany, więc do noty wliczono mu jedynie pierwszy skok), a w drugim konkursie 24. miejsce było równoznaczne z wyprzedzeniem czterech zawodników – Jeremy'ego Baiga, Szilvesztra Kozmy, Remusa Tudora i Jana Fuhre. W pierwszych zawodach w Eisenerz Mihai Damian, ex aequo z Jaką Oblakiem, wyprzedził jedenastu zawodników, a w drugich – dziewięciu.
W Pucharze Kontynentalnym 2007/2008 Damian nie zdobył punktów. Wystąpił w dwóch konkursach w Zakopanem i w dwóch w Hinterzarten. W pierwszych zawodach PK w Zakopanem zajął 76. miejsce w stawce 83 zawodników, w tym dwóch zdyskwalifikowanych. Podczas drugich zawodów na Wielkiej Krokwi (3 lutego 2008) uzyskał odległość 100 metrów. Mimo to uplasował się na 80. miejscu, wyprzedzając trzech skoczków – Bogomiła Pawłowa, Wołodymyra Werediuka i Remusa Tudora. W konkursach w Hinterzarten został sklasyfikowany na 59. i 60. miejscu, w obu przypadkach pokonując czterech skoczków – Thomasa de Wita, Kozmę, Pawłowa i Tudora.
W sezonie 2007/2008 Damian wystąpił również w dwóch konkursach z cyklu Alpen Cup na Toni-Seelos-Olympiaschanze w Seefeld in Tirol. Uzyskał w nich 65. w stawce 70 zawodników i 61. miejsce wśród 69 zawodników.
W grudniu 2007 roku Mihai Damian zdobył trzy złote medale mistrzostw Rumunii seniorów i dwa złote medale mistrzostw juniorów. Dzięki temu w swoim rodzimym klubie (CS Dinamo Braszów) został wybrany drugim najlepszym sportowcem roku, tuż za Lucianem Frățiloiu (gimnastyka). Jednocześnie zajął dziewiąte miejsce w plebiscycie Rumuńskiego Związku Biathlonu i Narciarstwa (rum. Federația Română de Schi-Biatlon) na najlepszego narciarza 2007 roku.
Z uwagi na brak śniegu w Rumunii mistrzostwa krajowe w lutym 2008 roku przeprowadzono w Zakopanem. W indywidualnych zawodach seniorów na Średniej Krokwi Mihai Damian zdobył srebrny medal, przegrywając z Andreiem Balazsem. W rywalizacji drużynowej, wspólnie z Balazsem i Szilvesztrem Kozmą, zdobył tytuł mistrzowski w reprezentacji klubu CS Dinamo Braszów. W kategorii juniorów Damian zdobył brązowy medal (za Kozmą i Remusem Tudorem).
Pod koniec lutego Mihai Damian po raz trzeci wystartował w mistrzostwach świata juniorów w narciarstwie klasycznym i tym razem został sklasyfikowany na 49. pozycji w konkursie skoków narciarskich w Zakopanem.

### Sezon letni 2008
Ostatnie dwa występy Mihaia Damiana w zawodach organizowanych przez Międzynarodową Federację Narciarską miały miejsce w sierpniu 2008 w letnich zawodach z cyklu FIS Cup w Szczyrbskim Jeziorze. Rumun zajął w nich 51. i 49. miejsce. Znalazł się również na listach startowych zawodów FIS Cup w Oberwiesenthal i Pucharu Kontynentalnego w Villach, jednak ostatecznie w nich nie wystartował.

## Osiągnięcia

### Mistrzostwa świata
| Miejsce | Dzień          | Miejscowość | Skocznia   | HS     | Konkurs | Skok 1 | Skok 2 | Nota | Strata | Zwycięzca |
| ------- | -------------- | ----------- | ---------- | ------ | ------- | ------ | ------ | ---- | ------ | --------- |
| nq      | 23 lutego 2007 | Sapporo     | Ōkurayama  | HS 134 | ind.    | 77,5   | 77,5   | 23,0 | –      | –         |
| nq      | 2 marca 2007   | Sapporo     | Miyanomori | HS 100 | ind.    | 72,5   | 72,5   | 71,5 | –      | –         |

### Mistrzostwa świata juniorów
| Miejsce | Dzień          | Miejscowość | Skocznia            | HS     | Konkurs | Skok 1 | Skok 2 | Nota | Strata | Zwycięzca             |
| ------- | -------------- | ----------- | ------------------- | ------ | ------- | ------ | ------ | ---- | ------ | --------------------- |
| DSQ     | 2 lutego 2006  | Kranj       | Bauhenk             | HS 109 | ind.    | DSQ    | nq     | DSQ  | –      | Gregor Schlierenzauer |
| 67.     | 15 marca 2007  | Planica     | Bloudkova velikanka | HS 100 | ind.    | 62,5   | nq     | 51,0 | 217,0  | Roman Koudelka        |
| 49.     | 27 lutego 2008 | Zakopane    | Średnia Krokiew     | HS 94  | ind.    | 75,0   | nq     | 88,5 | 163,0  | Andreas Wank          |

### Puchar Kontynentalny

#### Miejsca w poszczególnych konkursachPucharu Kontynentalnego
| Sezon 2004/2005                                                               |           |           |           |           |                        |                        |           |           |         |         |         |         |         |            |               |               |              |              |               |           |            |            |          |           |               |               |           |           |          |        |        |        |        |        |        |        |        |        |        |        |        |        |        |        |        |        |        |        |        |        |        |        |        |        |        |        |        |        |        |        |        |        |        |        |        |        |        |
| Rovaniemi                                                                     | Rovaniemi | Lahti     | Lahti     | Harrachov | Harrachov              | Sankt Moritz           | Engelberg | Engelberg | Seefeld | Planica | Planica | Sapporo | Sapporo | Sapporo    | Bischofshofen | Bischofshofen | Lauscha      | Lauscha      | Braunlage     | Braunlage | Brotterode | Brotterode | Westby   | Westby    | Iron Mountain | Iron Mountain | Vikersund | Vikersund | Zakopane | punkty |        |        |        |        |        |        |        |        |        |        |        |        |        |        |        |        |        |        |        |        |        |        |        |        |        |        |        |        |        |        |        |        |        |        |        |        |        |
| -                                                                             | -         | -         | -         | dq        | -                      | 78                     | 77        | -         | 85      | 74      | 75      | -       | -       | -          | -             | -             | 60           | 63           | 51            | 54        | 73         | 69         | -        | -         | -             | -             | -         | -         | 71       | 0      |        |        |        |        |        |        |        |        |        |        |        |        |        |        |        |        |        |        |        |        |        |        |        |        |        |        |        |        |        |        |        |        |        |        |        |        |        |
| Sezon 2007/2008                                                               |           |           |           |           |                        |                        |           |           |         |         |         |         |         |            |               |               |              |              |               |           |            |            |          |           |               |               |           |           |          |        |        |        |        |        |        |        |        |        |        |        |        |        |        |        |        |        |        |        |        |        |        |        |        |        |        |        |        |        |        |        |        |        |        |        |        |        |        |
| Pragelato                                                                     | Pragelato | Rovaniemi | Rovaniemi | Rovaniemi | Garmisch-Partenkirchen | Garmisch-Partenkirchen | Engelberg | Engelberg | Kranj   | Kranj   | Sapporo | Sapporo | Sapporo | Brotterode | Zakopane      | Zakopane      | Hinterzarten | Hinterzarten | Iron Mountain | Ramsau    | Ramsau     | Whistler   | Whistler | Trondheim | Trondheim     | Vikersund     | Vikersund | punkty    | punkty   | punkty | punkty | punkty | punkty | punkty | punkty | punkty | punkty | punkty | punkty | punkty | punkty | punkty | punkty | punkty | punkty | punkty | punkty | punkty | punkty | punkty | punkty | punkty | punkty | punkty | punkty | punkty | punkty | punkty | punkty | punkty | punkty | punkty | punkty | punkty | punkty | punkty | punkty |
| -                                                                             | -         | -         | -         | -         | -                      | -                      | -         | -         | -       | -       | -       | -       | -       | -          | 76            | 80            | 59           | 60           | -             | -         | -          | -          | -        | -         | -             | -             | -         | 0         | 0        | 0      | 0      | 0      | 0      | 0      | 0      | 0      | 0      | 0      | 0      | 0      | 0      | 0      | 0      | 0      | 0      | 0      | 0      | 0      | 0      | 0      | 0      | 0      | 0      | 0      | 0      | 0      | 0      | 0      | 0      | 0      | 0      | 0      | 0      | 0      | 0      | 0      | 0      |
| Legenda                                                                       |           |           |           |           |                        |                        |           |           |         |         |         |         |         |            |               |               |              |              |               |           |            |            |          |           |               |               |           |           |          |        |        |        |        |        |        |        |        |        |        |        |        |        |        |        |        |        |        |        |        |        |        |        |        |        |        |        |        |        |        |        |        |        |        |        |        |        |        |
| 1 2 3 4-10 11-30 poniżej 30 dq – dyskwalifikacja - – zawodnik nie wystartował |           |           |           |           |                        |                        |           |           |         |         |         |         |         |            |               |               |              |              |               |           |            |            |          |           |               |               |           |           |          |        |        |        |        |        |        |        |        |        |        |        |        |        |        |        |        |        |        |        |        |        |        |        |        |        |        |        |        |        |        |        |        |        |        |        |        |        |        |

### Letni Puchar Kontynentalny

#### Miejsca w poszczególnych konkursachLetniego Pucharu Kontynentalnego
| Źródło                                                                        | Źródło  | Źródło     | Źródło     | Źródło | Źródło | Źródło      | Źródło      | Źródło | Źródło | Źródło | Źródło | Źródło | Źródło | Źródło | Źródło | Źródło | Źródło | Źródło | Źródło | Źródło | Źródło | Źródło | Źródło | Źródło | Źródło | Źródło |
| ----------------------------------------------------------------------------- | ------- | ---------- | ---------- | ------ | ------ | ----------- | ----------- | ------ | ------ | ------ | ------ | ------ | ------ | ------ | ------ | ------ | ------ | ------ | ------ | ------ | ------ | ------ | ------ | ------ | ------ | ------ |
| 2004                                                                          |         |            |            |        |        |             |             |        |        |        |        |        |        |        |        |        |        |        |        |        |        |        |        |        |        |        |
| Velenje                                                                       | Velenje | Oberstdorf | Oberstdorf | Ramsau | Ramsau | Lillehammer | Lillehammer | punkty |        |        |        |        |        |        |        |        |        |        |        |        |        |        |        |        |        |        |
| 57                                                                            | 68      | -          | -          | 87     | 91     | -           | -           | 0      |        |        |        |        |        |        |        |        |        |        |        |        |        |        |        |        |        |        |
| Legenda                                                                       |         |            |            |        |        |             |             |        |        |        |        |        |        |        |        |        |        |        |        |        |        |        |        |        |        |        |
| 1 2 3 4-10 11-30 poniżej 30 dq – dyskwalifikacja - − zawodnik nie wystartował |         |            |            |        |        |             |             |        |        |        |        |        |        |        |        |        |        |        |        |        |        |        |        |        |        |        |

### FIS Cup

#### Miejsca w klasyfikacji generalnej
| Sezon     | Miejsce |
| --------- | ------- |
| 2007/2008 | 206.    |

#### Miejsca w poszczególnych konkursachFIS Cupu
| Źródło                                                                        | Źródło         | Źródło                 | Źródło              | Źródło       | Źródło       | Źródło     | Źródło     | Źródło              | Źródło      | Źródło    | Źródło    | Źródło    | Źródło   | Źródło   | Źródło     | Źródło     | Źródło | Źródło  | Źródło  | Źródło   | Źródło   | Źródło  | Źródło | Źródło | Źródło | Źródło | Źródło | Źródło | Źródło | Źródło | Źródło | Źródło | Źródło | Źródło | Źródło | Źródło | Źródło | Źródło | Źródło |        |
| ----------------------------------------------------------------------------- | -------------- | ---------------------- | ------------------- | ------------ | ------------ | ---------- | ---------- | ------------------- | ----------- | --------- | --------- | --------- | -------- | -------- | ---------- | ---------- | ------ | ------- | ------- | -------- | -------- | ------- | ------ | ------ | ------ | ------ | ------ | ------ | ------ | ------ | ------ | ------ | ------ | ------ | ------ | ------ | ------ | ------ | ------ | ------ |
| Sezon 2005/2006                                                               |                |                        |                     |              |              |            |            |                     |             |           |           |           |          |          |            |            |        |         |         |          |          |         |        |        |        |        |        |        |        |        |        |        |        |        |        |        |        |        |        |        |
| Predazzo                                                                      | Predazzo       | Bischofshofen          | Bischofshofen       | Sankt Moritz | Sankt Moritz | Vikersund  | Vikersund  | Kuopio              | Kuopio      | Seefeld   | Harrachov | Harrachov | Ljubno   | Ljubno   | Courchevel | Courchevel | Zaō    | Zaō     | Sapporo | Zakopane | punkty   | punkty  | punkty | punkty | punkty | punkty | punkty | punkty | punkty | punkty | punkty | punkty | punkty | punkty | punkty | punkty | punkty | punkty | punkty |        |
| 78                                                                            | 73             | 48                     | dq                  | -            | -            | -          | -          | -                   | -           | -         | -         | -         | -        | -        | -          | -          | -      | -       | -       | -        | 0        | 0       | 0      | 0      | 0      | 0      | 0      | 0      | 0      | 0      | 0      | 0      | 0      | 0      | 0      | 0      | 0      | 0      | 0      |        |
| Sezon 2006/2007                                                               |                |                        |                     |              |              |            |            |                     |             |           |           |           |          |          |            |            |        |         |         |          |          |         |        |        |        |        |        |        |        |        |        |        |        |        |        |        |        |        |        |        |
| Bischofshofen                                                                 | Bischofshofen  | Garmisch-Partenkirchen | Örnsköldsvik        | Örnsköldsvik | Einsiedeln   | Einsiedeln | Seefeld    | Chaux-Neuve         | Chaux-Neuve | Zakopane  | Zakopane  | Zaō       | Zaō      | Sapporo  | punkty     | punkty     | punkty | punkty  | punkty  | punkty   | punkty   | punkty  | punkty | punkty | punkty | punkty | punkty | punkty | punkty | punkty | punkty | punkty | punkty |        |        |        |        |        |        |        |
| dq                                                                            | 34             | 39                     | -                   | -            | 31           | 42         | -          | -                   | -           | 55        | 62        | -         | -        | -        | 0          | 0          | 0      | 0       | 0       | 0        | 0        | 0       | 0      | 0      | 0      | 0      | 0      | 0      | 0      | 0      | 0      | 0      | 0      |        |        |        |        |        |        |        |
| Sezon 2007/2008                                                               |                |                        |                     |              |              |            |            |                     |             |           |           |           |          |          |            |            |        |         |         |          |          |         |        |        |        |        |        |        |        |        |        |        |        |        |        |        |        |        |        |        |
| Bischofshofen                                                                 | Bischofshofen  | Oberwiesenthal         | Oberwiesenthal      | Falun        | Falun        | Einsiedeln | Einsiedeln | Notodden            | Notodden    | Harrachov | Harrachov | Lauscha   | Lauscha  | Eisenerz | Eisenerz   | Kuopio     | Kuopio | Szczyrk | Szczyrk | Whistler | Whistler | Sapporo | Zaō    | Zaō    | punkty |        |        |        |        |        |        |        |        |        |        |        |        |        |        |        |
| 52                                                                            | 47             | -                      | -                   | -            | -            | 43         | 48         | 27                  | 24          | 49        | 60        | 39        | 38       | 27       | 29         | -          | -      | -       | -       | -        | -        | -       | -      | -      | 17     |        |        |        |        |        |        |        |        |        |        |        |        |        |        |        |
| Sezon 2008/2009                                                               |                |                        |                     |              |              |            |            |                     |             |           |           |           |          |          |            |            |        |         |         |          |          |         |        |        |        |        |        |        |        |        |        |        |        |        |        |        |        |        |        |        |
| Oberwiesenthal                                                                | Oberwiesenthal | Szczyrbskie Jezioro    | Szczyrbskie Jezioro | Predazzo     | Predazzo     | Einsiedeln | Einsiedeln | Szczyrbskie Jezioro | Harrachov   | Harrachov | Yabuli    | Lauscha   | Eisenerz | Eisenerz | Notodden   | Notodden   | Ljubno | Ljubno  | Zaō     | Zaō      | Sapporo  | punkty  | punkty | punkty | punkty | punkty | punkty | punkty | punkty | punkty | punkty | punkty | punkty | punkty | punkty | punkty | punkty | punkty | punkty | punkty |
| -                                                                             | -              | 51                     | 49                  | -            | -            | -          | -          | -                   | -           | -         | -         | -         | -        | -        | -          | -          | -      | -       | -       | -        | -        | 0       | 0      | 0      | 0      | 0      | 0      | 0      | 0      | 0      | 0      | 0      | 0      | 0      | 0      | 0      | 0      | 0      | 0      | 0      |
| Legenda                                                                       |                |                        |                     |              |              |            |            |                     |             |           |           |           |          |          |            |            |        |         |         |          |          |         |        |        |        |        |        |        |        |        |        |        |        |        |        |        |        |        |        |        |
| 1 2 3 4-10 11-30 poniżej 30 dq – dyskwalifikacja - − zawodnik nie wystartował |                |                        |                     |              |              |            |            |                     |             |           |           |           |          |          |            |            |        |         |         |          |          |         |        |        |        |        |        |        |        |        |        |        |        |        |        |        |        |        |        |        |